# Damian Collins
Pour les articles homonymes, voir Collins.
Damian Noel Thomas Collins, né le 4 février 1974, à Northampton, est un homme politique britannique, membre du Parti conservateur. 
Il est député pour Folkestone et Hythe de 2010 à 2024.

## Éducation et début de carrière
Collins fait ses études à St. Mary [RC] Lycée, dans le village de Lugwardine dans Herefordshire, suivi de Belmont Abbey School, à Hereford, où il étudie pour ses A Levels. Il monte ensuite au St Benet's Hall de l'Université d'Oxford, dont il sort diplômé en histoire moderne en 1996. L'année précédente, il est président de l'Association conservatrice de l'Université d'Oxford.
Entre 1999 et 2008, Collins travaille pour l'agence de publicité M&amp;C Saatchi. En 2005, alors qu'il travaille toujours chez M&C Saatchi, il crée Influence Communications au sein du groupe spécialisé dans les campagnes marketing thématiques. Avant de rejoindre M&C Saatchi, il travaille au sein du département de recherche conservateur. En 2008, il rejoint Lexington Communications, où il est conseiller juridique principal, avant de se présenter aux élections générales de 2010.

## Carrière politique
En 2002, il est responsable politique du groupe de réflexion, le Bow Group et collaborateur de sa publication de 2006 Conservative Revival (Politico's Publishing, 2006).
Aux élections générales de 2005, il se présente à Northampton North ; où il termine à la deuxième place derrière la députée travailliste Sally Keeble (en) qui est réélue avec une majorité de 3 960 voix contre Collins. En mai 2006, Collins est inclus sur la « A-list » des candidats parlementaires conservateurs, créée à la suite de l'élection de David Cameron à la tête du Parti conservateur.
Le 13 juillet 2006, il est choisi comme candidat potentiel au parlement pour la circonscription de Folkestone and Hythe. Il succède à ce siège à Michael Howard, ancien ministre de l'Intérieur et chef du Parti conservateur, qui quitte le Parlement en 2010.
Collins prononce son premier discours à la Chambre des communes le 27 mai 2010 dans le cadre du débat sur l'énergie et l'environnement dans le débat sur le discours de la reine. Il parle de son soutien à une nouvelle centrale nucléaire à Dungeness dans sa circonscription.
En juillet 2010, il est élu membre du Comité spécial de la culture, des médias et du sport de la Chambre des communes, dont il est par la suite nommé président.
Collins est opposé au Brexit avant le référendum de 2016.
Le 10 septembre 2012, Collins est nommé PPS de la secrétaire d'État pour l'Irlande du Nord, Theresa Villiers. Le 25 septembre 2020, Collins est nommé l'un des 25 membres du «Real Facebook Oversight Board», un groupe de surveillance indépendant sur Facebook.

## Vie privée
Collins et sa femme Sarah ont deux enfants, une fille, Claudia (née en 2007) et un fils, Hugo (né en 2009).

## Auteur
Collins est l'auteur de Charmed Life: The Phenomenal World of Philip Sassoon publié pour la première fois en livre relié en juin 2016 par William Collins et republié en livre de poche en février 2017. Philip Sassoon est lui-même élu député de Hythe en 1912.